# Povoação Velha

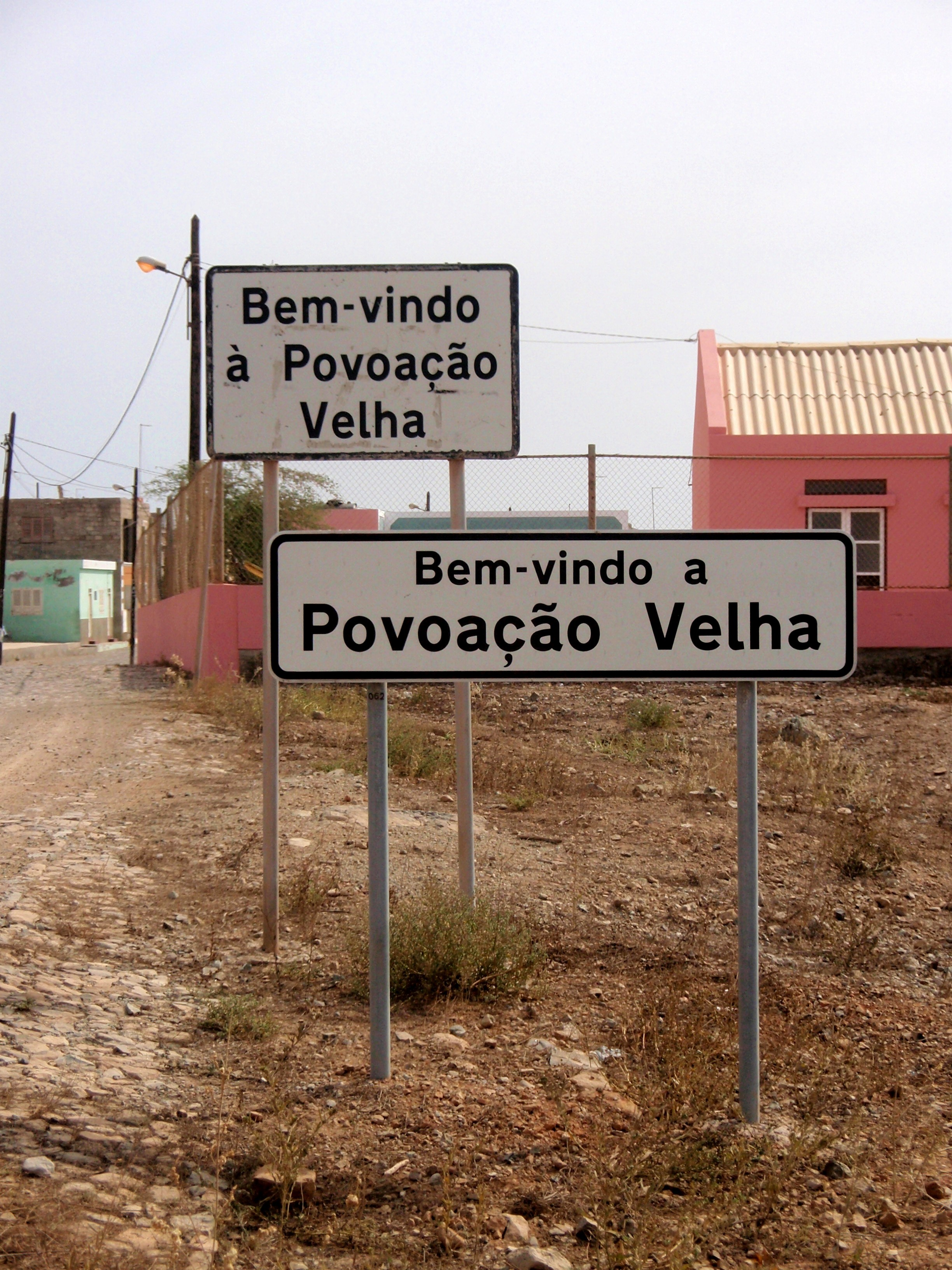
Wjazd do Povoação Velha od strony Rabil

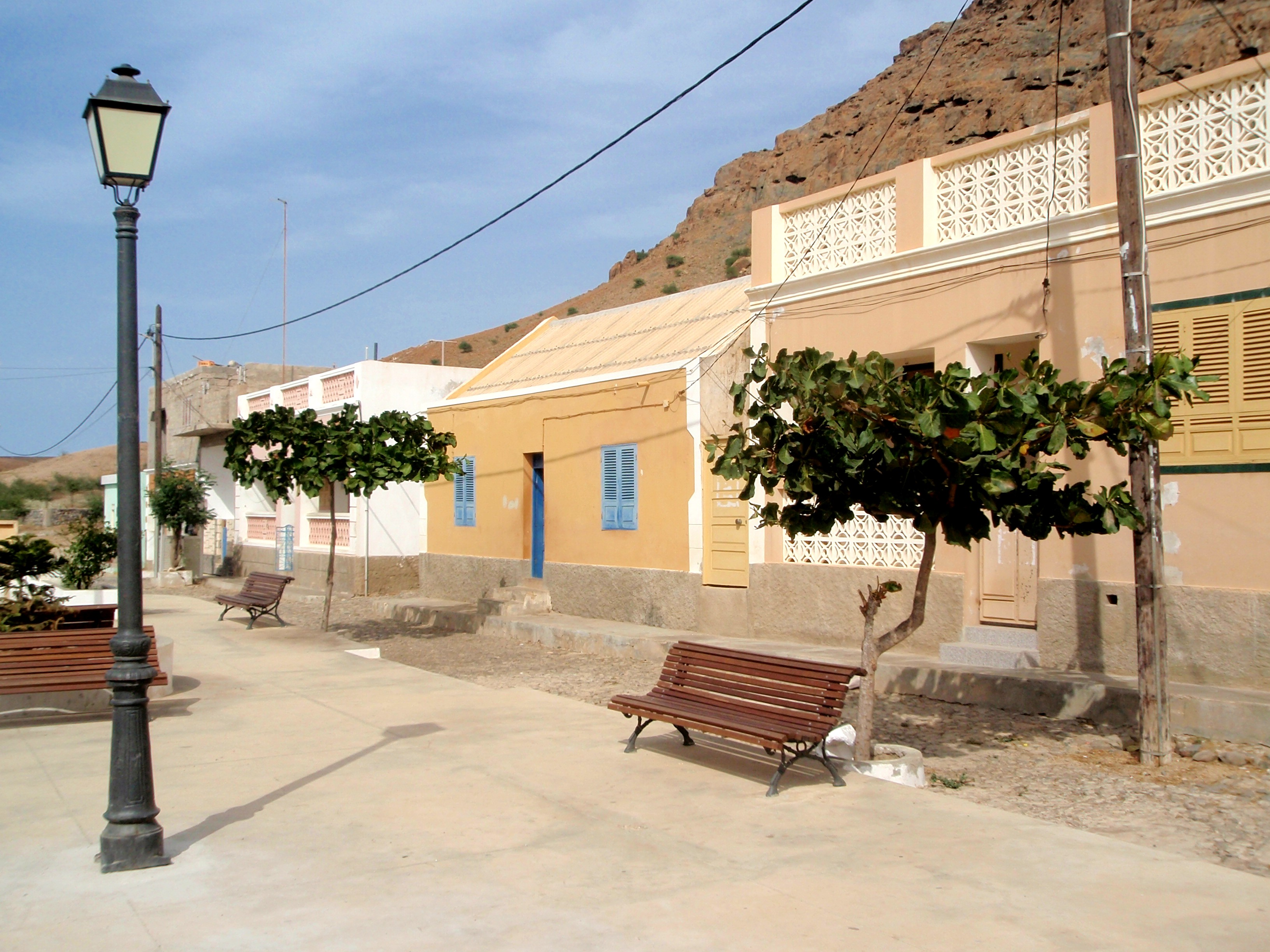
Povoação Velha - główny plac osady

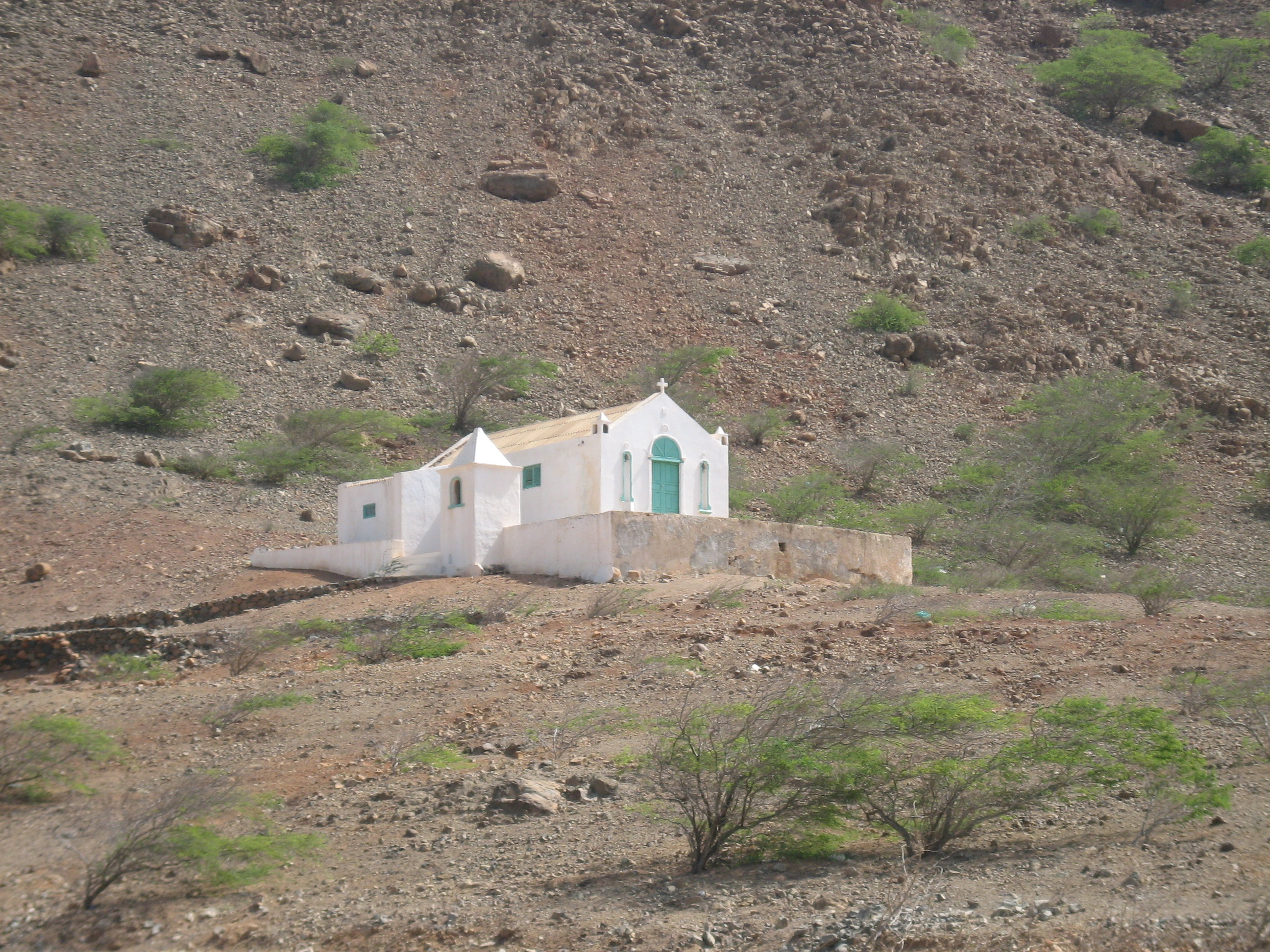
Igreja Nossa Senhora da Conceição w Povoação Velha

Povoação Velha – osada na wyspie Boa Vista, ok. 25 km na południe od Sal Rei, ma ok. 300 mieszkańców. Najstarsza osada na wyspie, kościół Nossa Senhora da Conceição z 1828 r.